# Berthen
Berthen település Franciaországban, Nord megyében. Lakosainak száma 618 fő (2022. január 1.). Berthen Boeschepe, Saint-Jans-Cappel, Godewaersvelde és Méteren községekkel határos.

## Népesség
A település népességének változása:
| Lakosok száma | 507  | 536  | 564  | 551  | 552  | 556  | 577  | 597  | 618  |
|               | 2013 | 2015 | 2016 | 2017 | 2018 | 2019 | 2020 | 2021 | 2022 |